# Lord Elibank
Lord Elibank, of Etrick Forest in the County of Selkirk ist ein erblicher britischer Adelstitel in der Peerage of Scotland.

## Verleihung
Der Titel wurde am 18. März 1643 für Sir Patrick Murray, 1. Baronet, geschaffen. Dieser war bereits am 16. Mai 1628 in der Baronetage of Nova Scotia zum Baronet, of Elibank in the County of Selkirk, erhoben worden.
Dessen Nachfahre, der 10. Lord, wurde am 3. Juli 1911 in der Peerage of the United Kingdom zum Viscount Elibank, of Elibank in the County of Selkirk, erhoben. Dieser Titel erlosch beim Tod seines jüngeren Sohnes, des 3. Viscounts, 1962, während die Lordship und Baronetcy an dessen Cousin dritten Grades als 13. Lord fielen. Heutiger Titelinhaber ist dessen Neffe zweiten Grades als 15. Lord.

## Liste der Lords Elibank (1643)
- Patrick Murray, 1. Lord Elibank († 1649)
- Patrick Murray, 2. Lord Elibank († 1661)
- Patrick Murray, 3. Lord Elibank († 1687)
- Alexander Murray, 4. Lord Elibank (1677–1736)
- Patrick Murray, 5. Lord Elibank (1703–1778)
- George Murray-Mackenzie, 6. Lord Elibank (1706–1785)
- Alexander Murray, 7. Lord Elibank (1747–1820)
- Alexander Murray, 8. Lord Elibank (1780–1830)
- Alexander Oliphant-Murray, 9. Lord Elibank (1804–1871)
- Montolieu Oliphant-Murray, 1. Viscount Elibank, 10. Lord Elibank (1840–1927)
- Gideon Oliphant-Murray, 2. Viscount Elibank, 11. Lord Elibank (1877–1951)
- Arthur Murray, 3. Viscount Elibank, 12. Lord Elibank (1879–1962)
- James Erskine-Murray, 13. Lord Elibank (1902–1973)
- Alan Erskine-Murray, 14. Lord Elibank (1923–2017)
- Robert Erskine-Murray, 15. Lord Elibank (* 1964)

Voraussichtlicher Titelerbe (Heir Presumptive) ist der Bruder des aktuellen Titelinhabers Hon. Timothy Erskine-Murray (* 1967).